# Bad Dürrenberg
Bad Dürrenberg là một đô thị thuộc huyện Saalekreis, bang Saxony-Anhalt, Đức.